# Lohner (Berg)
Der Lohner, auch Gross Lohner genannt, in Kartenwerken von swisstopo unter der Dialektbezeichnung Loner aufgeführt, ist ein kalkiges Bergmassiv im Berner Oberland (Kanton Bern der Schweiz), das mehrere Gipfel aufweist, von Nordosten nach Südwesten:
- Nünihorn (Nünihore) 2717 m ü. M.
- Hindere Lohner, 2929 m ü. M.
- Mittlere Lohner, 3001 m ü. M.
- Vordere Lohner, 3048 m ü. M.
- Mittaghorn (Mittaghore) 2678 m ü. M.

Das Lohner-Massiv liegt in den Berner Alpen östlich von Adelboden im Engstligen- und südwestlich von Kandersteg im Kandertal. Direkt nördlich, getrennt durch die Bunderchrinde, grenzt das Massiv von Chlyne Lohner und Bunderspitz an.
Der erste Tourist, der den Lohner bestieg, war Carl Durheim aus Bern im Juli 1876. Im August des gleichen Jahrs fanden vier Mitglieder des Alpenclubs bei einer weiteren Besteigung eine Flasche mit den Namen der beiden Kandersteger Bergführer Ogi und Hari, datiert auf 1875.
Etwa auf halber Höhe in der Westflanke steht die Lohnerhütte, die für geübte Bergwanderer ohne eigentliche Kletterei erreichbar ist.
Der mit vielen Geröllhalden versehene Berg ist fast nur über seine drei Grate besteigbar. Von der Lohnerhütte aus kann auch der Mittlere Lohner in anspruchsvoller Felskletterei erreicht werden. Für Schwindelfreie empfiehlt sich die Tour vom Lohnerhüttli via Mittaghorn und Westgrat zum Hauptgipfel.